# Дженні Маакал
Дженні Женов'єва Маакал (англ. Jenny Genoveva Maakal; 2 серпня 1913 — 15 вересня 2002) — південноафриканська плавчиня, бронзова призерка літніх Олімпійських ігор 1932 року.
Учасниця літніх Олімпійських ігор 1932 року в Лос-Анжелесі (США). Брала участь у змаганнях з плавання на дистанціях 100 та 400 метрів вільним стилем. У фіналі 100-метрівки посіла 6-е місце (1:10.8), а у фіналі 400-метрівки виборола бронзу з результатом 5:47.3.
Учасниця Ігор Британської імперії 1930 та 1934 років. У 1934 році на Іграх Британської імперії в Лондоні (Велика Британія) виборола дві срібні медалі: у плаванні на 440 ярдів вільним стилем та разом з Кетлін Рассел, Енід Хейворд і Моллі Райд у естафеті 4×110 ярдів вільним стилем.